# Wydawnictwo Uniwersytetu Jana Kochanowskiego w Kielcach
Wydawnictwo Uniwersytetu Jana Kochanowskiego w Kielcach – wydawnictwo naukowe Uniwersytetu Jana Kochanowskiego. Jego siedziba znajduje się w Kielcach przy ul. Żeromskiego 5.
Powstało w 1972 w ówczesnej Wyższej Szkole Nauczycielskiej w Kielcach, ze względu na pojawiające się od roku publikacje pracowników. Obecnie jest jednostką ogólnouczelnianą UJK. Wydaje monografie naukowe, prace habilitacyjne, doktorskie, wydawnictwa ciągłe oraz podręczniki i skrypty. Zakres tematyczny obejmuje następujące dziedziny nauki: bibliotekoznawstwo i dziennikarstwo, biologia, chemia, filologia polska, filologia słowiańska, fizyka, geografia, historia, medycyna, matematyka, muzyka, pedagogika i psychologia, zarządzanie i administracja.
Wydawnictwo otrzymało wiele nagród za swoje publikacje. Do najważniejszych z nich należą:
- Nagroda KLIO
  - 2003 – Społeczeństwo Królestwa Polskiego w oczach carskiej policji politycznej (1866-1896) (Stanisław Wiech)
  - 2008 – „My” i „Oni”. Społeczeństwo Kielecczyzny i stalinowski system władzy (Grzegorz Miernik)
  - 2010 – Ekskomunika w Polsce średniowiecznej. Normy i funkcjonowanie (Beata Wojciechowska)
- Nagroda im. prof. Jerzego Skowronka
  - 2003 – Społeczeństwo Królestwa Polskiego w oczach carskiej policji politycznej (1866-1896) (Stanisław Wiech)
  - 2004 – Powstanie styczniowe w pamięci zbiorowej społeczeństwa polskiego w okresie zaborów (Lidia Michalska-Bracha)

Publikacje wydawnictwa dostępne są w Kielcach w pięciu punktach sprzedaży. Ponadto dystrybucję na terenie kraju prowadzi 13 innych księgarń – w Warszawie (5), Łodzi (2), Krakowie, Lublinie, Toruniu, Poznaniu, Wrocławiu i Katowicach.